# Euphorbia peganoides
Euphorbia peganoides är en törelväxtart som beskrevs av Pierre Edmond Boissier. Euphorbia peganoides ingår i släktet törlar, och familjen törelväxter. Inga underarter finns listade i Catalogue of Life.